# 中央情報経理専門学校
中央情報経理専門学校（ちゅうおうじょうほうけいりせんもんがっこう）は、学校法人有坂中央学園が運営する専門学校の一つ。群馬県前橋市新前橋にキャンパスを置く、私立の専門学校。学校長は今井俊一。理事長は中島慎太郎。略称はアルファベットでCIAと表記する。

## 概要
1942（昭和17）年9月5日、「前橋服装女学院」として開学。1952（昭和27）年、戦後復興期の商業人育成のため「前橋商業学校」へと改校。1988（昭和63）年には校名を「中央情報経理専門学校」とし、総合経理専門校としての地位を確立させた。
建学以来81年間、学びの場を提供し続け、これまで積み上げてきた専門教育ノウハウと教育環境、さらに3万7千人以上の卒業生ネットワークのもと、学生支援体制を整え、一人ひとりをサポートしている。現在、税理士・会計、ITデザイン・経営、医療事務、医薬販売、保育・福祉の分野で構成された学科・専攻を展開している。
また、これまでの専門教育を社会や時代が求めるレベルまで進化させる必要があると考え、カリキュラム改変・地方自治体や地域企業・業界と連携した産学官実践授業、職業実践専門課程の認定、グローバル化社会に対応する多様な取り組みなど、新しい専門教育を実践し対応している。

## 学科・専攻
- 経営ビジネス学科　会計スペシャリスト専攻【２年制】／経営マネジメント専攻【２年制】／トータルオフィス専攻【２年生】／税理士専攻【２年＋１年制】
- 情報ビジネス学科　　データサイエンス専攻【２年制】／ウェブコンサルティング専攻【２年制】／販売・マーケティング専攻【２年制】／ビジネスイノベーション専攻【２年制】
- 医療福祉秘書学科　　医療福祉秘書専攻【２年制】／ドクタークラーク専攻【２年制】／診療情報管理士専攻【２年制】医療情報マネジメント専攻【２年＋１年制】
- 医薬販売学科　　　　店舗マネジメント専攻【２年制】／通販エキスパート専攻【２年制】／ビューティアドバイザー専攻【２年制】
- 保育福祉学科　　　　保育士・幼稚園教諭専攻【２年制】

## 中央カレッジグループ
- 学校法人有坂中央学園
  - CIA中央情報経理専門学校
  - CAG中央農業大学校
  - GLC群馬法科ビジネス専門学校
  - CIS中央医療歯科専門学校太田校
  - CID中央情報大学校
  - CMS中央医療歯科専門学校高崎校
  - TBM高崎ビューティモード専門学校
  - CAN中央動物看護専門学校
- 学校法人国際中央学園
  - CSM中央スポーツ医療専門学校